# Christian Hansen (militär)
Christian Hansen född 10 april 1885 i Schleswig  död 7 augusti 1972 i Garmisch-Partenkirchen. Tysk militär. Hansen befordrades till generalmajor i april 1936 och till general i artilleriet i juni 1940. Han erhöll Riddarkorset av järnkorset i augusti 1941. Hansen pensionerades 31 december 1944.

## Befäl
- befälhavare för 25. Infanterie-Division, Ludwigsburg oktober 1936 - oktober 1939
- befälhavare för X. Armeekorps oktober 1939 – oktober 1943
- befälhavare för 16. Armee oktober 1943 – juli 1944
- sjukskriven och till överbefälhavarens förfogande juli - december 1944